# Wassili Jermolajewitsch Bugor
Wassili Jermolajewitsch Bugor (russisch Василий Ермолаевич Бугор; * um 1600; † 1668 an der Anadyr-Mündung) war ein russischer Forschungsreisender.

## Leben
Bugor war Dessjatik (10-Mann-Kommando-Führer) der sibirischen Jenissei-Kosaken. Möglicherweise war er am Bau des Ostrogs Jenisseisk 1619 beteiligt gewesen. Von dort aus sammelte ein kleines Kosaken-Kommando an der unteren Angara Pelze bei den Ewenken ein. Bald zog es auch die Angara hinauf.
Bugor verfasste 1626 auf Befehl des Woiwoden A. Oschanin einen Bericht über den Jenisseisker Aufstand, als die Garnison des Ostrogs gegen die Misswirtschaft des Woiwoden rebellierte. Bugors Hauptaufgabe war das Einsammeln von Kronenzobeln im Norden Ostsibiriens. Während des Feldzugs 1627 kam er an die Flüsse Jana, Indigirka und Kolyma, wo er Tungusen, Jakuten und andere Völker der russischen Herrschaft unterstellte und ihnen als Steuer die Abgabe von Pelzen, Walrosszähnen und Mammutknochen auferlegte. Einmal wurde er von Tungusen beinahe getötet.
1628 wurde Bugor mit einem 10-Mann-Kommando aus dem Ostrog Jenisseisk an die Lena geschickt. Er fuhr auf der Angara und auf deren Nebenfluss Ilim aufwärts in die Igirma. Mit Portage wechselte er zum Lena-Nebenfluss Kuta, auf der er hinab zur Lena fuhr. Er überwinterte dann an der Tschara und sammelte die Kronenzobel-Abgabe ein. Auf dem Rückweg 1629 setzte er an der Kirenga-Mündung 4 Männer ab, die den Nikolai-Stützpunkt anlegten als Grundstein für die spätere Stadt Kirensk. Zwei Männer ließ er dann im Winterlager an der Kuta zurück und kam nach Jenisseisk zurück. Auf diesem Weg zog 1630 der Ataman Iwan Galkin mit einem 30-Mann-Kommando los und errichtete eine Reihe von Ostrogs.
In Jenisseisk verfasste Bugor 1629 eine Bittschrift, in der er um Befreiung von der Pflicht bat, Brotvorräte von Makowsk nach Krasnojarsk zu liefern. Auch schlug er die Einrichtung eines Postdienstes vor. Erhalten ist ein Bittbrief Bugors an Zar Michail Fjodorowitsch mit der Bitte um Verzeihung für sich und seine Kameraden für das selbständige Verlassen Jakutsks infolge der Unterdrückung durch den Jakutsker Woiwoden Pjotr Golowin (erster jakutischer Woiwode), wofür Bugor brutal verprügelt worden war.
Im April 1632 wurde Bugor mit den Dessjatiks Ilja Jermolin und Jelissei Busa mit einem Kosaken-Kommando erneut an die Lena geschickt, um dort den Hundertschaft-Führer Pjotr Beketow bei den Kämpfen gegen die Jakuten zu unterstützen.
Bugor wurde 1645 nach Jakutsk versetzt. 1646 führte er auf Befehl des Jakutsker Woiwoden Wassili Puschkin eine Truppe von angeworbenen Jagdleuten und Händlern an die obere Lena zur Unterwerfung  der rebellischen Burjaten unter die russische Herrschaft. Auch beteiligte er sich in diesem Jahr an dem Aufstand gegen den Woiwoden Puschkin wegen seiner Misswirtschaft. 1647 fuhr er mit einer Gruppe von Kosaken und Händlern aus Jakutsk die Lena hinab und weiter zur Jana, um dann im Winter auf Hundeschlitten-Stangenschleifen zur Indigirka zu gelangen. 1648 sammelte er von den Jukagiren Kronenzobel ein. 1649 kam er als einer der Ersten an die untere Kolyma, wo er vergeblich von den Tschuktschen Kronenzobel einzutreiben versuchte. Ohne Erfolg versuchte er, nach Semjon Deschnjow auf dem Seeweg von der Kolyma zur Anadyr-Mündung zu kommen. 1650 traf Bugor an der Kolyma Michail Staduchins Kommando, mit dem er auf dem Landweg zum Anadyr zog.
Bugor starb 1668, als sein Schiff an den Klippen der Anadyr-Mündung Schiffbruch erlitt.